# Piotr Rawicz
Piotr Rawicz (Lwów, Galítzia (avui Lviv, Ucraïna), 12 de juliol de 1919 – París, França, 21 de maig de 1982) va néixer, fou un escriptor, periodista, traductor francès d'origen jueu gallec, conegut sobretot per ser l'autor de la primera novel·la escrita en francès sobre la Xoà : Le Sang du ciel (La sang del cel).

## Biografia
Rawicz va néixer cinc dies abans de l'alto el foc de la guerra polonesa-ucraïnesa (17 de juliol de 1919). Lwów, capital de Galítsia, poblada per polonesos, jueus i ucraïnesos, es va convertir en la capital de l'efímera República Popular d'Ucraïna Occidental que el 1923 finalment es va incorporar a Polònia. La família de Rawicz era una família jueva rica i força assimilada. El seu pare, advocat, era molt actiu en les diferents organitzacions de la comunitat jueva de la ciutat. Piotr, el més petit de tres fills, va estudiar dret i llengües orientals a la universitat de la ciutat. Allà va conèixer Anka, amb qui es va casar després de la guerra .
El setembre del 1939, arran del pacte germano-soviètic, Lwów va ser annexada pels soviètics : van començar llavors les repressions i les deportacions contra polonesos i jueus. Després de la invasió alemanya el juny de 1941 i els pogroms de juliol, Rawicz i Anka van decidir fugir, evitant per poc ser enviats al gueto establert el 8 novembre . Piotr i Anka varen aconseguir amagar-se durant un any però Piotr va ser finalment arrestat durant una incursió a Zakopane. Tot i ser torturat per la Gestapo, no va delatar ningú. Després va ser deportat a Auschwitz, però (gràcies a documents d'identitat falsos, un certificat mèdic fals que explicava la seva circumcisió i un domini perfecte de l'alemany i l'ucraïnès) ho var ser en la condició de " Pres polític cristià ucraïnès » . Com a resultat, per la seva pròpia admissió, la seva experiència d'Auschwitz no va ser "el pitjor possible», encara que els nazis, que continuaven tenint dubtes, el posaven a prova regularment. No obstant això, va poder mantenir contacte per correspondència amb Anka, que va aconseguir refugiar-se a Cracòvia. Va romandre a Auschwitz durant dos anys abans de ser traslladat el 1944 al camp de Leitmeritz, prop de Terezin. Va ser alliberat el maig de 1945 .
Després de la guerra, Rawicz es va establir a Polònia. Va treballar-hi com a periodista i també va escriure poemes.
Piotr i Anka Rawicz van emigrar a França el 1947 per estudiar llengües orientals. Piotr Rawicz estudia hindi a l'Escola Nacional de Llengües Orientals Modernes, sànscrit a la Sorbona. Va estudiar i parlar moltes llengües, cosa que li va permetre entre 1949 i 1953 ser corresponsal francès de diversos diaris estrangers. Però això no va ser suficient per satisfer les seves necessitats. Es va veure obligat a fer feines ocasionals com a conductor i traductor.
El 1961, va publicar amb Gallimard Le Sang du ciel, la seva única novel·la, escrita en francès, basada en part en la seva experiència al camp de concentració, i considerada la primera novel·la sobre la Xoà en llengua francesa mentre que el testimoni de Krystyna Źywulska "Vaig sobreviure a Auschwitz" ja havia. estat. publicat en francès el 1957. El llibre va tenir un èxit immediat a França. Va ser traduït a tretze idiomes i també va tenir un gran èxit a Israel, després al Regne Unit i als Estats Units. En 1962, va rebre el premi Rivarol (que guardona el millor llibre escrit en francès per un estranger). Aquest èxit va obrir a Rawicz les portes del món literari. Es va convertir en crític literari i va escriure articles per al diari Le Monde sobre escriptors eslaus com Adolf Rudnicki i Danilo Kiš. Va ser un dels primers a donar a conèixer l'obra d'Alexandre Soljenitsyn. Entre els seus amics hi havia Elie Wiesel, Julio Cortazar, Eugene Ionesco, Emil Cioran, André Schwartz-Bart, Hélène Cixous i Jerzy Kosinski .
Va ser naturalitzat francès el 1966.
El seu passaport francès li va permetre tornar a Polònia, tornar a Auschwitz i tornar a veure el seu pare que va sobreviure a la Xoà refugiant-se amb una mestressa a les muntanyes.
El seu rebuig a les idees revolucionàries del maig del 68 va inspirar el seu segon llibre, Bloc de notes d'un contrarevolucionari, o la ressaca, publicat el 1969. Les seves crítiques ferotges a l'esquerra i a la seva revolució romàntica i ingènua van provocar-li algunes enemistats i el van apartar una mica del panorama literari parisenc .
Es va suïcidar el maig de 1982, mesos després de la mort de la seva dona. Va deixar moltes obres inèdites (incloent-hi un diari i poemes místics.

## Obres
- Le Sang du ciel. Éditions Gallimard, 1961., traduction polonaise Krew nieba par Andrzej Socha, Cracovie, 2003.
- Bloc-notes d’un contre-révolutionnaire, ou la Gueule de bois. Gallimard, 1969.
- « Préface », dans Vassyl Barka, Le Prince jaune, Paris, Gallimard, 1981, p. I-XXI.
- « Préface », dans Danilo Kiš, Sablier, Paris, Gallimard, 1982, p. I-XIII.
- « Préface », dans Andrzej Kusniewicz, Le Roi des Deux-Siciles, Paris, Albin Michel (ISBN 2226004858)
- « Préface », dans Adolf Rudnicki, Le Lion du Saint Sabbath, Paris, Gallimard, 1979
- « Préface », dans Ephraïm Evelevič Sevela, Légendes de la rue des Invalides (suivi de) Le Chemin du bonheur (trad. François Cornillot), Paris, Albin Michel, 1976
- Médicis: Elie Wiesel, un enfant de genocide, Le Monde, 26. novembre 1968, p. 28

## Honors
- Premi Rivarol (1962)